# Лодев (округ)
Лоде́в (фр. Lodève) — округ (фр. Arrondissement) во Франции, один из округов в регионе Лангедок-Руссильон. Департамент округа — Эро. Супрефектура — Лодев.
Население округа на 2006 год составляло 83 044 человек. Плотность населения составляет 46 чел./км². Площадь округа составляет 1819 км².